# Flughafen Manzanillo

i8
i11
i13
Der Flughafen Manzanillo (spanisch Aeropuerto Internacional de Manzanillo, IATA-Code: ZLO, ICAO-Code: MMZO) ist ein internationaler Flughafen bei der Hafenstadt Manzanillo im Bundesstaat Colima im Westen Mexikos.

## Lage
Der Flughafen Manzanillo liegt nahe der Pazifikküste etwa 600 km (Luftlinie) westlich von Mexiko-Stadt in einer Höhe von ca. 9 m.

## Flugverbindungen
Es werden überwiegend Flüge von und nach Mexiko-Stadt abgewickelt; Flüge in die USA sind im Vergleich zu anderen Flughäfen Mexikos eher zahlreich.

## Passagierzahlen
Im Jahr 2019 wurden annähernd 150.000 Passagiere abgefertigt. Danach erfolgte ein deutlicher Rückgang wegen der COVID-19-Pandemie.